# Franz Kaisermann
Franz Kaisermann (Yverdon, 27 febbraio 1765 – Roma, 3 maggio 1833) è stato un pittore svizzero.
Conosciuto inizialmente anche con la variante francese (di cui era madrelingua) François Keiserman, oppure italianizzato in Francesco Kaisermann, nelle opere si firmava tuttavia "Keiserman".

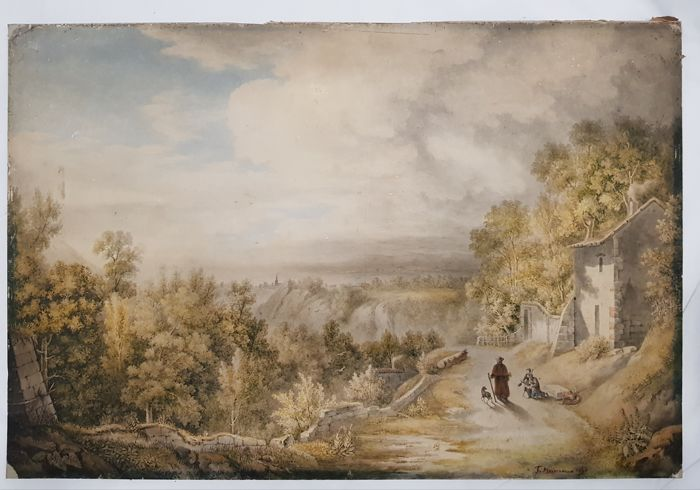
Acuarela del pintor Franz Kaisermann

## Biografia
Trasferitosi a Roma nel 1789, qui iniziò l'attività di pittore acquerellista. Viaggiò in Italia anche a Napoli, ma la sua maggiore produzione di paesaggista è quella incentrata sulle vedute romane, anche in collaborazione con l'incisore e pittore romano Bartolomeo Pinelli.